# Người tá điền đồi Wildfell
Người tá điền đồi Wildfell (tiếng Anh:The Tenant of Wildfell Hall) là tác phẩm nổi tiếng nhất của nhà văn Anh Anne Brontë, được xuất bản bởi Thomas Cautley Newby vào năm 1848 dưới bút danh Acton Bell.

## Giá trị
Được coi là tác phẩm đầu tiên về nữ quyền, Người tá điền vùng Wildfell đã xây dựng những tình tiết "gây sốc" với luật lệ thời bấy giờ, đầu tiên xuất hiện năm 1848. Giống như những bài thơ của bà, cả hai các tiểu thuyết của bà lần đầu tiên được xuất bản dưới cái tên nam giới là Acton Bell. Tiểu thuyết của bà, cũng giống như tiểu thuyết của những người chị của bà, đã trở thành kinh điển của nền văn học Anh.

## Nhân vật chính
- Helen Graham
- Arthur Huntingdon
- Gilbert Markham
- Eliza Millward
- Bà Markham
- Master Arthur Huntington
- Rachel
- Frederick Lawrence
- Walter Hargrave
- Ralph Hattersley
- Ông Grimsby
- Fergus Markham
- Reverend Michael Millward
- Alice Myers
- Rose Markham
- Richard Wilson
- Eliza Millward
- Benson
- Lord Lowborough
- Annabella Wilmot
- Millicent Hargrave
- Esther Hargrave
- Jane Wilson

## Chuyển thể

### Truyền hình
- 1968: (28 tháng 12 đến 4 tháng 1) Chiếu trên BBC, 4 tập với diễn viên Janet Munro, Corin Redgrave và Bryan Marshall, chuyển thể bởi Peter Sasdy.
- 1996: Phim truyền hình với diễn viên Tara FitzGerald, Rupert Graves và Toby Stephens, do Mike Barker chuyển thể.